# Matoh
Matoh est un village du Cameroun situé dans le département de la Meme et la Région du Sud-Ouest. Il fait partie de la commune de Konye.

## Population
Lors du recensement de 2005, la localité comptait 6 342 personnes.

## Enseignement
La localité dispose d'un lycée.